# 중국자라
중국자라(Pelodiscus sinensis)는 자라과에 속하는 민물 거북이다. 등딱지의 길이는 15~30cm이고, 등갑과 배갑은 인대조직으로 접착되어 있다. 머리와 목을 갑 속으로 완전히 끌어 넣을 수 있으며, 주둥이 끝이 가늘게 돌출되었고, 아래·윗입술은 육질로 되어 있다. 네다리는 크고 짧으며, 발가락 사이에 물갈퀴가 있다. 자라는 민물 거북으로 딱지가 부드러운 껍질로 덮여 있고, 다른 거북보다 몸이 더 납작해 강이나 연못 바닥의 진흙 속에 숨기 좋다. 코는 길고 관 모양인데, 물 표면 위로 내밀고 숨을 쉰다. 자라는 위험에 처하면 상대방을 물기도 한다. 산란할 때 이외에는 거의 물 밖으로 나오지 않고 물 속에서의 행동이 민첩하여 물고기나 다른 수서동물을 잡아먹는다. 밑바닥이 개흙으로 되어 있는 하천이나 연못에 서식하며 5-7월에 물가의 흙에 구멍을 파고 산란한다. 인도·미얀마 등지에서는 종교적으로 신성한 동물로 여긴다. 자라고기는 맛이 좋으며 피를 돌게 하는 효과가 있는 것으로 전해온다.

## 특징

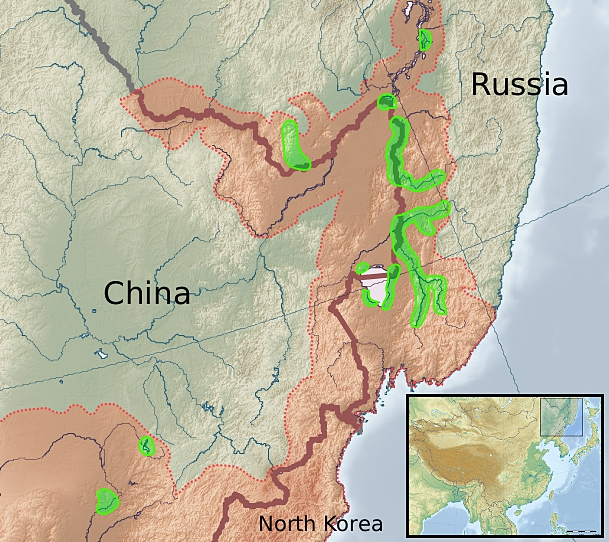
중국자라의 분포 지도

중국자라의 등딱지 길이는 30cm에 도달할 수 있다. 그것은 수영 물갈퀴가 달린 발이 있다.
중국자라의 등딱지 색깔은 올리브색이고 어두운 얼룩이 있을 수 있다. 사지와 머리는 등쪽으로 올리브색이다.